# Heinrich Harrer
Heinrich Harrer (Hüttenberg, 6 de julho de 1912 – Friesach, 7 de janeiro de 2006) foi um montanhista, investigador, geógrafo e escritor austríaco. 
Harrer, aos 21 anos de idade, em 1933, adere ao Partido Nacional-Socialista dos Trabalhadores Alemãs (o partido Nazista) — mesmo sob a ilegalidade desse partido na Áustria. Em 1938, Heinrich Harrer passa a integra a Schutzstaffel, SS ou ϟϟ — organização paramilitar ligada ao Partido Nacional-Socialista dos Trabalhadores Alemãs.

## Biografia
Heinrich Harrer nasceu na Áustria em Hüttenberg na região de Caríntia. Entre 1933 e 1938 Harrer estudou geografia na Universidade Karl-Franzens em Graz.
Harrer fez parte da primeira equipe que escalou a face norte do Eiger na Suíça, junto com Anderl Heckmair, Fritz Kasparek e Ludwig Vörg, a 24 de Julho de 1938. Mais tarde Harrer recontou esta escalada no livro The White Spider.

### Envolvimento com o nazismo
Em 1996, o editor e cineasta da ORF, Gerald Lehner, encontrou nos arquivos americanos o cartão de membro de Heinrich Harrer, que ingressou na Sturmabteilung (SA) em outubro de 1933. Após o Anschluss de março de 1938, quando a Alemanha anexou a Áustria, ele se juntou à Schutzstaffel (SS) em 01 de abril. Ele ocupou o posto de Oberscharführer (Sargento), e em 1º de maio tornou-se membro do Partido Nazista. Após a subida da face norte do Eiger, os quatro alpinistas foram recebidos e fotografados com Adolf Hitler. Harrer disse mais tarde que usou seu uniforme da SS apenas uma vez, no dia de seu casamento com Charlotte Wegener, filha do eminente explorador e estudioso Alfred Wegener. Depois de retornar à Europa em 1952, Harrer foi inocentado de qualquer crime pré-guerra e isso foi posteriormente apoiado por Simon Wiesenthal. Em seu livro de memórias, Beyond Seven Years in Tibet, Harrer chamou seu envolvimento com o Partido Nazista de "um erro cometido em sua juventude, quando ainda não havia aprendido a pensar por si mesmo".

### Exílio na Ásia e Tenzin Gyatso
Ainda membro da SS, integrou em 1938 uma expedição alemã ao Nanga Parbat nos Himalaias, atualmente parte do Paquistão. Após o início da II Guerra Mundial em 1939, Harrer foi capturado pelo exército colonial britânico. Em 1944 conseguiu fugir junto com Peter Aufschnaiter e após 21 meses em fuga conseguiu atravessar as altas montanhas até ao Tibete, onde ficou durante sete anos, tendo estabelecido amizade com o jovem Dalai Lama, ficando conhecido como o Professor do Lider Espiritual.
Após a ocupação chinesa do Tibete em 1950, Harrer regressou à Áustria onde documentou as suas aventuras nos livros Sete Anos no Tibete e Lost Lhasa.

### Sete anos no Tibete
Em 1997, o livro Sete Anos no Tibete, foi adaptado ao cinema pelo realizador francês Jean-Jacques Annaud, que teve como protagonista principal o actor americano Brad Pitt.

### Morte
Heinrich Harrer faleceu com 93 anos em Friesach no sul da Áustria. A causa da morte não foi divulgada pela família que finaliza dizendo: partiu com grande serenidade rumo a sua última expedição.

## Publicações
- Seven Years in Tibet (1952) Sete Anos no Tibete
- Lost Lhasa (1953)
- The White Spider: The Classic Account of the Ascent of the Eiger (1959)
- Tibet is My Country (1961) – uma autobiografia do irmão mais velho do Dalai Lama, Thubten Jigme Norbu, narrado ao Harrer.
- I Come from the Stone Age (1965)
- Ladakh: Gods and Mortals Behind the Himalayas (1980)
- Return to Tibet (1985)
- Return to Tibet: Tibet After the Chinese Occupation (1998)
- Denk ich an Bhutan (2005)
- Beyond Seven Years in Tibet: My Life Before, During, and After (2007)